# Центральноамериканский театр Семилетней войны

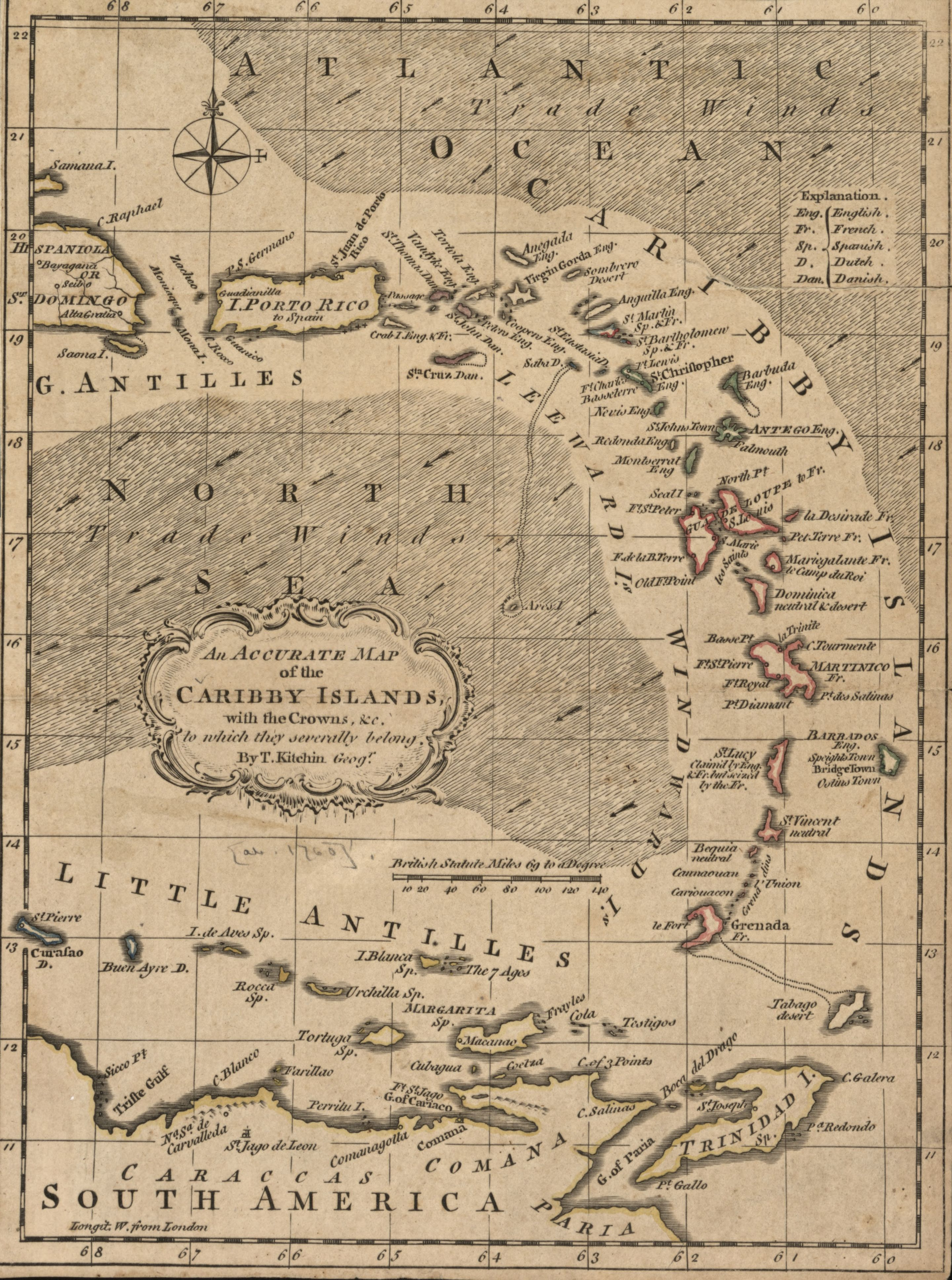
Театр военных действий (восточная часть Карибского моря)

Центральноамериканский театр военных действий — один из периферийных театров боевых действий во время Семилетней войны, военные операции на котором разворачивались с 1759 по 1762 гг.
Великобритания должна была вести боевые действия в бассейне Карибского моря, так как Франция и Испания получали отсюда средства для ведения боевых действий. 

## Действия Великобритании против Франции
Для Франции основным театром боевых действий был европейский, а из заморских владений наиболее важной была Новая Франция, поэтому основные усилия французы сосредоточили на североамериканском театре военных действий.
Великобритания, считая континентальную войну всецело второстепенным театром военных действий, основные усилия сосредоточила на боевых действиях на море и в колониях. Сосредоточившись поначалу на завоевании Канады, британцы также не проявляли особой активности в Вест-Индии, однако в конце 1758 года из Великобритании в Вест-Индию отправился флот с мощным десантом. Сначала британцы попытались атаковать Мартинику, но безуспешно. Тогда флот с десантом отправился к Гваделупе, и захватил этот остров в мае 1759 года.
После битвы при Квебеке на североамериканском театре, и последовавшей вслед за ней 18 сентября 1759 года капитуляции города, высвободились значительные британские сухопутные силы, а победа в бухте Киберон 20 ноября 1759 года устранила всякую угрозу со стороны французского флота. Перебросив войска из Канады на захваченную Гваделупу, в июне 1761 года британцы захватили Доминику, а в январе-феврале 1762 сумели, наконец, взять Мартинику. С Мартиники британцы отправили отряды на Сент-Люсию, Гренаду и Сент-Винсент, которые сдались без сопротивления. Роберт Монктон начал готовиться к захвату Тобаго, когда пришёл приказ начать подготовку к боевым действиям против Гаваны.

## Действия Великобритании против Испании
Когда в 1756 году Великобритания объявила войну Франции, Испания постаралась остаться нейтральной. Всё изменилось, когда испанский король Фердинанд VI скончался в 1759 году, и престол унаследовал его младший брат Карл III, который подписал 25 августа 1761 так называемый «семейный договор» с Францией. 4 января 1762 года Великобритания объявила Испании войну.
Испанцы полагали, что Гавана находится под защитой неприступного форта, оборонительные сооружения которого были укреплены в 1720-х годах французскими и итальянскими инженерами. Прибытие к Гаване 6 июня 1762 года британского флота из двадцати линейных кораблей, пяти фрегатов и около двухсот вспомогательных судов перепугало испанских чиновников, так как британцы перехватили испанский почтовый корабль, и в Гаване не знали о начале войны. Сложный рисунок береговой линии залива не позволил провести прямую атаку, и британцам пришлось осаждать город два месяца, пока 11 августа Гавана не сдалась.
Тем временем британский губернатор Ямайки решил своими силами осуществить экспедицию в Никарагуа. Отряд должен был подняться по реке Сан-Хуан в озеро Никарагуа и атаковать город Гранада. 26 июля экспедиционный корпус достиг испанской крепости Инмакулада Консепсьон (исп. Inmaculada Concepción — Непорочное зачатие), перекрывавшей путь по реке в её среднем течении. Несмотря на двадцатикратное численное превосходство нападающих, крепость отбивалась в течение недели, пока 3 августа британцы не отступили к атлантическому побережью.

## Итоги и последствия
3 ноября 1762 года в Фонтенбло начались мирные переговоры между Великобританией и Францией, которые завершились 10 февраля 1763 года подписанием Парижского мира. По условиям мирного договора Великобритания вернула Испании Кубу, но получила взамен Флориду. Франция получила обратно Мартинику и Гваделупу в обмен на Менорку в Средиземном море. Три острова из группы Наветренных островов, считавшиеся нейтральными, были разделены между двумя державами: Сент-Люсия перешла к Франции, а Сент-Винсент и Доминика — к Великобритании, которая также удержала за собой и Гренаду. Кроме того к Великобритании отошёл и Тобаго.